# Alfredo Pacheco
Alfredo Pacheco Osoria (Villa Juana, Distrito Nacional; 12 de enero de 1959) es un político y abogado dominicano. Es el presidente de la Cámara de Diputados de la República Dominicana desde el 16 de agosto de 2020, y lo fue previamente durante el período 2003-2006.

## Vocación y vida política
Su vocación política la empieza a desarrollar desde muy joven con apenas 18 años de edad en 1977 y desde entonces ha estado activamente adscrito al Partido Revolucionario Dominicano (PRD).
Alfredo Pacheco Osoria ha ostentado el cargo de regidor por el Ayuntamiento del Distrito Nacional durante el periodo 1990-1994. Diputado Nacional en el periodo 1994-1998, 1998-2002 y 2002-2006. También ostentó la función de vocero del Bloque Parlamentario del Partido Revolucionario en los periodos 1997-2003.
Con su elección como diputado su voz nunca dejó de escucharse en el Congreso Nacional, donde defendió con tenacidad los proyectos de leyes que beneficiaran a la conectividad dominicana y enfrentó con firmeza aquellos proyectos nocivos al bienestar y desarrollo de la nación dominicana.
En las elecciones congresuales y municipales del año 2002 Alfredo Pacheco fue el diputado más votado del Distrito Nacional. En la convención del PRD fue quien logró la mayor cantidad de votos para ser electo como vicepresidente de su partido.
En el 2003 fue elegido con el apoyo de todos los partidos políticos representados en el Congreso como presidente de la Cámara de Diputados. Desde el momento justo que asumió esa posición ha promovido numerosos proyectos de leyes para beneficio del país, así como reconocido a meritísimas personalidades de la vida nacional. Su gestión se caracterizó por imprimirle un notable giro positivo a la imagen del Poder Legislativo y en particular de la Cámara de Diputados.

## Estudios
Alfredo Pacheco estudió una Licenciatura en Derecho en la Universidad de la Tercera Edad. Ha realizado los siguientes cursos: Fortalecimiento de las Organizaciones de la Sociedad' Civil (INTEC); Gerencia Pública (UASD); Alta Gerencia (Instituto Juan Montalvo); Desarrollo de Proyectos Sociales (INTEC).
Ha participado y ha sido exponente en importantes seminarios y encuentros internacionales entre los que se encuentran: Seminario Taller sobre la Ley General de Telecomunicaciones (Santo Domingo), Conferencia Centro Americano de Partidos Políticos (El Salvador), Convención Regional del Continente Americano (Argentina), Semanario Sobre la Pobreza y sus nuevos Desafíos (Marruecos), Foro Mundial de Parlamentos e Integración (Guatemala), entre otros.

## Su papel en el partido
En su larga vida política, ha sido miembro de la Juventud Revolucionaria Dominicana (JRD), Zona J (1977). Director de Organización Zona J-! (1980). Presidente Zona J-I/ 1987 hasta la fecha. Director de Organización Regional Central (1990). Secretario Genera! Región Central II (1996). Director de Organización Distrito Nacional (1997) y miembro del Comité Ejecutivo Nacional (PRD) 1990.

## Aspiración a la Alcaldía del Distrito Nacional
En los comicios del 16 de mayo de 2010, fue el candidato del PRD a alcalde por el Distrito Nacional para el período municipal (2010-2016), adversando al alcalde Roberto Salcedo. Resultando en estas últimas derrotado, aunque los dirigentes de su partido le atribuye su derrota a los fraudes encabezados por su contrincante.

## Su salida del PRD 2015 y entrada al PRM
El 10 de junio de 2015 renunció del PRD por no estar de acuerdo con la alianza PLD-PRD para reformar la constitución y la creación de dos nuevas provincias. Luego días después fue bien recibido por los miembros del PRM.

## Escándalo del caso de Odebrecht
Alfredo Pacheco se encontró en el listado de los implicados en el caso y el procurador general de la República, Jean Alain Rodríguez, solicitó a la Suprema Corte de Justicia Dominicana que remueva la inmunidad parlamentaria de la cual goza el diputado.
En la mañana del 29 de mayo de 2017 el procurador general de la República, Jean Alain Rodríguez, implicó a 14 hombres —entre ellos, empresarios, políticos (incluidos un ministro) y un abogado— de ser parte del entramado de corrupción de Odebrecht. Fueron detenidos inmediatamente diez de los imputados; además, la Procuraduría General solicitó a INTERPOL la detención del ingeniero y funcionario Bernardo Castellanos de Moya, quien se encuentra en Panamá. Así mismo se solicitó al Congreso que levante la inmunidad parlamentaria a dos senadores oficialistas y un diputado opositor. La Procuraduría solicitó ante la Suprema Corte de Justicia una medida de coerción preventiva de 18 meses.

### Fianza e impedimento de salida
El 7 de junio de 2017 el juez de la Instrucción Especial Francisco Ortega Polanco dictó que el diputado tendría que presentarse de forma periódica al Ministerio Público así como una fianza de cinco millones de pesos e impedimento de salida del país debido a su supuesta implicación en el caso Odebrecth.
El juez Ortega Polanco no pudo dictar medida de coerción contra el diputado debido a la inmunidad parlamentaria de la cual goza, y por ende, limitando el accionar del magistrado.

### Desvinculación del caso
El 7 de junio de 2018, luego de un año y medio de investigación, en el que se revisaron las auditorias y testimonios de los ejecutivos de Odebrecht, el procurador Jain Alain Rodríguez explicó que no se encontraron pruebas para incluir a Alfredo Pacheco y otros 7 exfuncionarios en el expediente del caso.
Anterior a esto, Alfredo Pacheco había explicado que la Cámara de Diputados no tiene atribuciones constitucionales para participar en licitaciones, adjudicaciones ni firmas de contratos para la construcción de obras.
Durante su gestión como presidente en la Cámara de Diputados se aprobaron tres adendas pendientes de las gestiones anteriores para la construcción de obras con Odebrecht.

## Muerte del hijo de Alfredo Pacheco
Luis Alfredo Pacheco, hijo del presidente de la Cámara de Diputados Alfredo Pacheco, fue víctima mortal de un tiroteo en Houston, Estados Unidos. La información fue confirmada por Infodiario RD. El Departamento de Policía de Houston ha presentado cargos contra un sospechoso por el asesinato ocurrido el 2 de abril de 2024.